# Ugo Procacci
Ugo Procacci (Firenze, 31 marzo 1905 – Firenze, 19 febbraio 1991) è stato uno storico dell'arte e funzionario italiano, specialista di pittura medievale e teoria del restauro.

## Biografia
Nato a Firenze nel 1905, si dedicò prima agli studi storici sotto la guida di Gaetano Salvemini, suo grande maestro, per poi laurearsi in Storia dell'arte nel 1927, con una tesi su Spinello Aretino.
Antifascista, fu socio fondatore del Circolo Rosselli e aderì, durante la Seconda guerra mondiale, al Comitato di liberazione nazionale.
Secondo una moderna concezione, fondò nel 1932 il "Gabinetto di restauro dei dipinti" di Firenze, dove coniugò l'interesse per l'attività di restauro allo studio del patrimonio artistico del territorio toscano. Il laboratorio da lui fondato confluì poi, nel 1975, all'atto di creazione del Ministero per i beni e le attività culturali, nel nuovo istituto di restauro nato dalla fusione con l'antico opificio mediceo e chiamato Opificio delle Pietre Dure. Procacci, coadiuvato da restauratori del calibro di Augusto Vermerhen, prima, e Gaetano Lo Vullo, poi, si occupò da vero pioniere di affiancare la ricerca al restauro, creando praticamente dal nulla la storia delle tecniche artistiche.
Negli anni 1946-47 per la prima volta venne resa nota in modo estensivo, attraverso mostre aperte al pubblico e non più solamente attraverso articoli in riviste specializzate, l'attività del Laboratorio e in modo particolare il suo intento scientifico, aspetto particolarmente innovativo rispetto alla tradizionale cultura del restauro, molto spesso affidata ancora a tradizioni ed usi tramandati nel tempo. Il Gabinetto dei restauri si inserì a pieno titolo nei più importanti dibattiti internazionali e raggiunse così alti livelli tecnici e fama internazionale.
Nel 1958 il Procacci divenne Soprintendente ai monumenti e alle Belle Arti di Firenze, Arezzo e Pistoia (duplice carica che tenne fino al 1964, anno in cui lasciò ad altri l'incarico della tutela architettonica per continuare a svolgere quello delle Belle Arti); in tale veste affrontò l'emergenza dell'alluvione fiorentina del 1966, disastroso evento da cui il patrimonio artistico fiorentino riuscì a riemergere soprattutto grazie alla sua forza, tenacia e capacità organizzativa. Nel 1968 riceve ad honorem le chiavi della città di Morlupo per meriti alla Resistenza.
Dopo il pensionamento nel 1972, Procacci iniziò la carriera di docente universitario presso l'Istituto di Storia dell'Arte della facoltà di Lettere dell'Università di Firenze, insegnando Tecniche artistiche, Storia del restauro e Uso dei documenti storici per la storia dell'arte. Divenne così maestro della generazione oggi ai massimi livelli della tutela artistica in Italia.
Procacci fu tra i primi fautori di un atteggiamento moderno e consapevole riguardo al restauro delle opere d'arte: studiando sia le fonti scritte disponibili (ricettari antichi, trattati in materie artistiche, ecc.) studiò a ritroso le tecniche di produzione artistica degli antichi artefici e vi innestò con giudizio i metodi di ricerca e di diagnosi moderni. I suoi studi furono particolarmente importanti nel campo dell'affresco: egli infatti, dovendo operare spesso secondo le conoscenze dell'epoca, nel restauro delle pitture murali con la metodica dello strappo, s'impegnò nell'importantissimo recupero delle sinopie, cioè dei disegni preparatori su muro, sottostanti l'intonaco.
Accademico dei Lincei, morì nella città natale, a ottantacinque anni, nel 1991.

## Opere
Alcuni tra i suoi scritti principali
- La tecnica degli antichi affreschi e il loro distacco e restauro. Firenze, Comitato della II Mostra di affreschi staccati, 1958.
- Sinopie ed affreschi. Firenze, Cassa di risparmio, 1960. Ponderoso volume nel quale vengono ripercorse le fasi tecniche relative alla pittura murale.
- Il Vasari e la conservazione degli affreschi della cappella Brancacci al Carmine e della Trinità in Santa Maria Novella. Roma, De Luca, 1956.
- Beato Angelico al Museo di San Marco a Firenze. Milano, Silvana editoriale d'arte, 1972.
- Come nasce un affresco. Firenze, Bonechi, 1975.
- La Galleria dell'Accademia di Firenze. Roma, La libreria dello stato, 1951.
- Masaccio. La Capella Brancacci. SADEA/Sansoni Editori, Firenze, 1965.
- La casa Buonarroti a Firenze. Milano, Electa, 1967.
- Studi sul catasto fiorentino, Firenze, Olschki, 1996 (postumo).